# Fontana del Nettuno
Fontana del Nettuno, tidigare kallad Fontana dei Calderari, är en fontän på Piazza Navona i Rione Parione i Rom. Fontänen designades ursprungligen av skulptören Giacomo della Porta och utfördes 1576. Fontänen förses med vatten från Acqua Vergine.

## Beskrivning
Fontänen beställdes av påve Gregorius XIII och designades av Giacomo della Porta. Från början bestod fontänen av dubbla brunnskar och en kolonn i mitten. Påve Innocentius X uppdrog i mitten av 1600-talet åt Giovanni Lorenzo Bernini att renovera fontänen. Fontänens skulpturer tillkom dock inte förrän år 1878. Centralgestalten – Neptunus kämpar mot en bläckfisk – är ett verk av Antonio della Bitta, medan nereiderna, putti och sjöhästarna är utförda av Gregorio Zappalà.

## Bilder
| - Piazza Navona med Fontana del Nettuno i förgrunden. Etsning av Giovanni Battista Piranesi. Bilden visar hur fontänen ursprungligen såg ut. - Piazza Navona med Fontana del Nettuno. I bakgrunden Fontana dei Quattro Fiumi och kyrkan Sant'Agnese in Agone. - Neptunus. |

| - Nereid. - Putto med en fisk. |